# Amtsgericht Rötha
Das Amtsgericht Rötha war von 1910 bis 1945/1952 ein Gericht der ordentlichen Gerichtsbarkeit und eines von 15 Amtsgerichten im Sprengel des Landgerichtes Leipzig mit Sitz in Rötha.

## Geschichte
Von 1856 bis 1874 bestand in Rötha das Gerichtsamt Rötha als erstinstanzliches Gericht. Im Jahre 1874 wurde dieses aufgehoben und seine Aufgaben wurden vom Gerichtsamt Borna übernommen. Mit den Reichsjustizgesetzen wurde das Gerichtsamt Borna aufgelöst und das Amtsgericht Borna als Nachfolger des Gerichtsamtes eingerichtet. Mit Gesetz vom 28. Mai 1910 wurde ein Amtsgericht Rötha eingerichtet. Sein Sprengel bestand aus der Stadt Rötha und noch 29 Landgemeinden. Diese Orte gehörten vorher zu den Amtsgerichtsbezirken Borna, Leipzig, Pegau und Zwenkau.
Mit den Durchführungsbestimmungen zur Vereinfachung der Gerichtsorganisation im Land Sachsen vom 28. Mai 1951 zur Verordnung vom 5. Mai 1951 wurde das Amtsgericht Rötha zum Zweiggericht herabgestuft. Mit dem Gerichtsverfassungsgesetz vom 2. Oktober 1952 wurden das Amtsgericht Rötha in der DDR aufgehoben und das Kreisgericht Borna an seiner Stelle eingerichtet. Gerichtssprengel war nun der Kreis Borna.

## Gerichtsgebäude

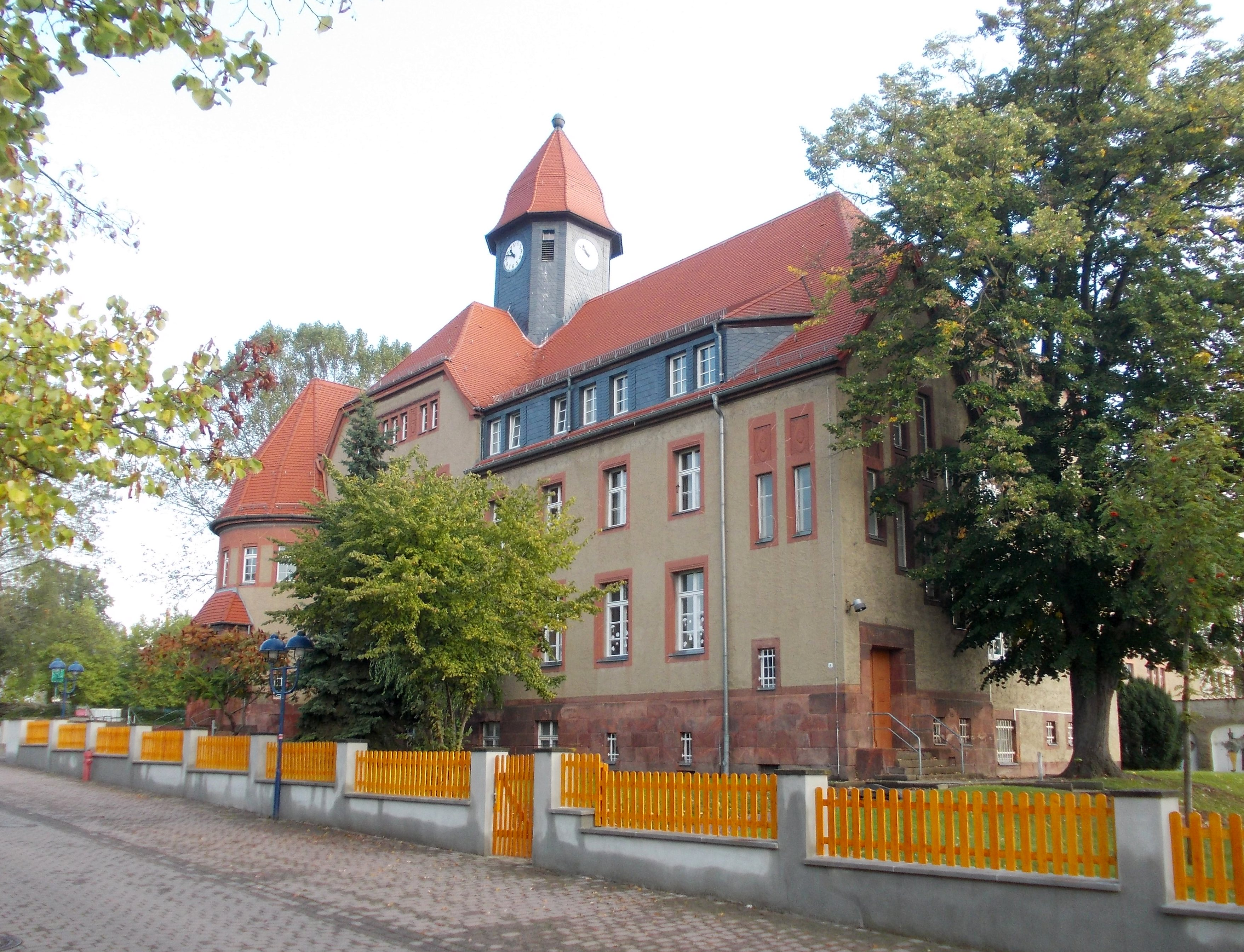
Ehem. Amtsgerichtsgebäude (2014)

Im Jahre 1910 wurde zur Eröffnung des Amtsgerichtes auch ein Amtsgerichtsgebäude (heutige Adresse: Straße der Jugend 5) erbaut. Das Gerichtsgebäude ist ein zweigeschossiger, asymmetrisch gegliederter Baukörper mit Putzfassade und Porphyrtuffelementen. Es hat ein hohes, ausgebautes Walmdach, an der Straßenfront mit abgewalmtem Zwerchgiebel, darüber ein Uhrentürmchen mit geschwungener Haube, links einen Eckturm mit skulptiertem Portal. Als Architekten und Bauleiter wurden genannt: Edmund Waldow, Heinrich Tscharmann und M. Zettler.